# Muzu
Muzu TV est un site interactif irlandais et un service de partage légal de vidéos musicales. Créé par Ciarán Bollard et Mark French, le site a été lancé en Irlande et au Royaume-Uni le 16 juillet 2008. Il permet de téléverser des vidéos sur son site et d’autres sites, tout en préservant les droits des auteurs originaux, et est financé par la publicité. Les artistes originaux reçoivent 50 % des revenus publicitaires.
Les services de Muzu sont aussi disponibles via Xbox Live de Microsoft, Smart TV de Samsung et Sony Entertainment Network de Sony.